# Otradnoje (obwód briański)
Otradnoje (ros. Отрадное) – wieś (sieło) w Rosji, w obwodzie briańskim, w rejonie briańskim. W 2021 liczyła 2590 mieszkańców.